# Logania nileia
Logania nileia är en fjärilsart som beskrevs av Hans Fruhstorfer 1904. Logania nileia ingår i släktet Logania och familjen juvelvingar. Inga underarter finns listade i Catalogue of Life.